# Coréo-Américains
Les Coréo-Américains (en coréen : 한국계 미국인, en hanja : 韓國系美國人, hangukgye migugin) sont les Américains d'origine coréenne. Avec 1,5 million d'individus, ils représentent environ 0,5 % de la population américaine.

## Histoire
Parmi les Asiatiques immigrant aux États-Unis entre la fin des années 1960 et la fin des années 1980, les Coréens sont les plus nombreux, succédant aux Chinois et aux Japonais. En effet, après la guerre de Corée, le gouvernement sud-coréen avait fortement développé l'éducation et formé une nouvelle génération éduquée, mais que le marché du travail ne parvint finalement pas à intégrer. Ces jeunes partirent donc aux États-Unis, mais ne parlant pas anglais, leur employabilité se révéla difficile. Beaucoup reprennent alors des magasins d'alcool, notamment dans le quartier de South Central, succédant à des juifs partis à la suite des émeutes de Watts de 1965.
Dans les années 1980, ils deviennent la cible de la communauté afro-américaine, qui dénonce une « invasion coréenne », le quartier ayant perdu un tiers de sa population noire, alors que le nombre d'Asiatiques et de Latinos augmente. Sur fond de délocalisation des entreprises, du développement d'un salariat sous-payé et du départ des classes moyennes vers la banlieue, les Coréens deviennent des bouc émissaires. En 1991, Latasha Harlins, une jeune Afro-Américaine suspectée du vol d'une bouteille de jus d'orange, est abattue d'une balle par une tenancière d'épicerie d'origine coréenne, conduisant des leaders afro-américains à prôner le boycott des magasins d'alcool tenus par des Coréens. Peu après débutent les émeutes de 1992 à Los Angeles, lors desquelles de nombreux commerces coréens sont détruits, à South Central et à Koreatown, leurs propriétaires étant accusés d'être des « privilégiés cyniques, malpolis et racistes » à l'égard des Noirs, notamment des plus pauvres. Ce récit simpliste, propagé par les médias californiens de l'époque, entretenait alors l'idée de commerçants braqués dans une posture sécuritaire. 
Le président George Bush père se rend ensuite sur les lieux des émeutes et, à mi-mot, conseille aux Coréo-Américains de se lancer en politique pour avoir des élus et que leur voix compte. Les émeutes de 1992 sont un électrochoc et beaucoup de membres de la communauté se mettent alors à penser au-delà, afin de notamment comprendre et de se greffer au modèle multiculturaliste américain.  
Au début du XXIe, la Corée devient tendance (via la musique et les séries) et la démographie évolue, le quartier de Koreatown devenant par exemple majoritairement latino, les Coréens d'origine ne comptant plus que pour 30 % de la population. Les commerces s'y font ainsi plus divers et le profil type du membre de la communauté, forcément tenancier d'un magasin d'alcool, s'atténue. Toutefois, lors d'émeutes plus récentes, comme à Ferguson en 2014 ou Baltimore en 2015, des commerces coréens sont encore pris pour cible, certains internautes estimant qu'ils ont mérité ce qui leur arrive.

## Démographie
Lors du recensement de 2010, il y a plus 1,4 million de Coréo-Américains (plus 1,7 million en y incluant les métis).
Les plus grandes communautés se trouvent dans les États de Californie, New York, Géorgie, Texas, Washington, Illinois, Pennsylvanie, New Jersey, Maryland, et Virginie.
Los Angeles, avec son quartier de Koreatown, contient la plus grande population de Coréens ethniques hors d'Asie. Palisades Park au New Jersey a la plus forte concentration d'individus d'ascendance coréenne aux États-Unis, avec 52 % de sa population.
Il y a 56 825 enfants adoptés d'origine coréenne (selon le recensement américain en 2000), tandis que 99 061 Coréens ont été adoptés aux États-Unis entre 1953 et 2001[réf. nécessaire]. 
Selon le American Community Survey pour la période 2011-2015, environ 765 262 Coréo-Américains sont nés américains, tandis que 1 051 305 sont nés étrangers. Parmi ceux-ci, 652 236 sont naturalisés, tandis que 399 069 ne sont pas citoyens américains.

### Langues
Selon l'American Community Survey pour la période 2012-2016, 1 104 615 personnes âgées de plus 5 ans déclarent parler coréen à la maison, 0,37 % de la population totale des États-Unis et 61,52 % de la population coréo-américaine à la même époque.

### Religions
Selon le Pew Search Center, en 2012, 40 % des Coréo-Américains sont protestants évangélistes, 23 % sont sans religion, 20 % sont protestants conventionnels, 10 % sont catholiques et 6 % sont bouddhistes.

## Politique

### Sociologie électorale
| Candidat | Candidat    | 2012 | 2016 |
| -------- | ----------- | ---- | ---- |
|          | Démocrate   | 66 % | 75 % |
|          | Républicain | 33 % | 18 % |
|          | Autres      | 1 %  | 6 %  |

### Représentation

#### Congrès

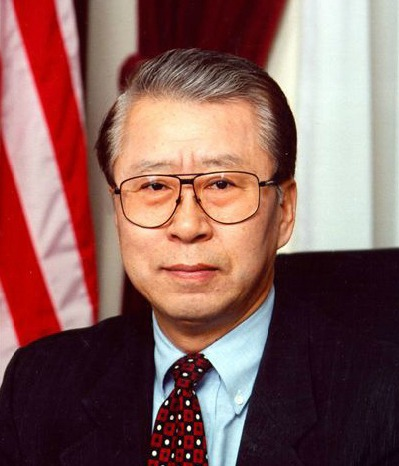
Jay Kim, représentant pour la Californie de 1993 à 1999[9].
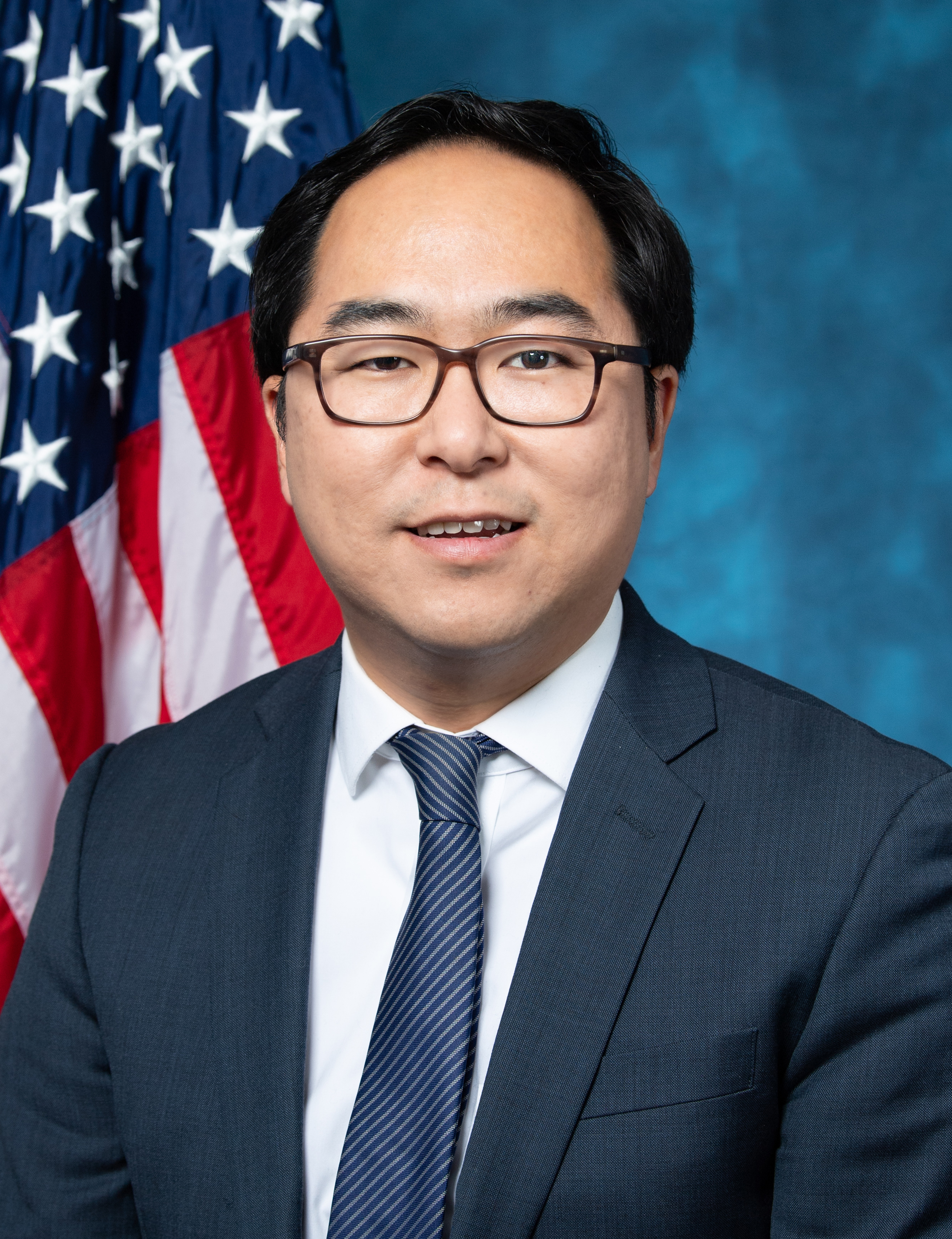
Andy Kim, représentant pour le New Jersey depuis 2019.
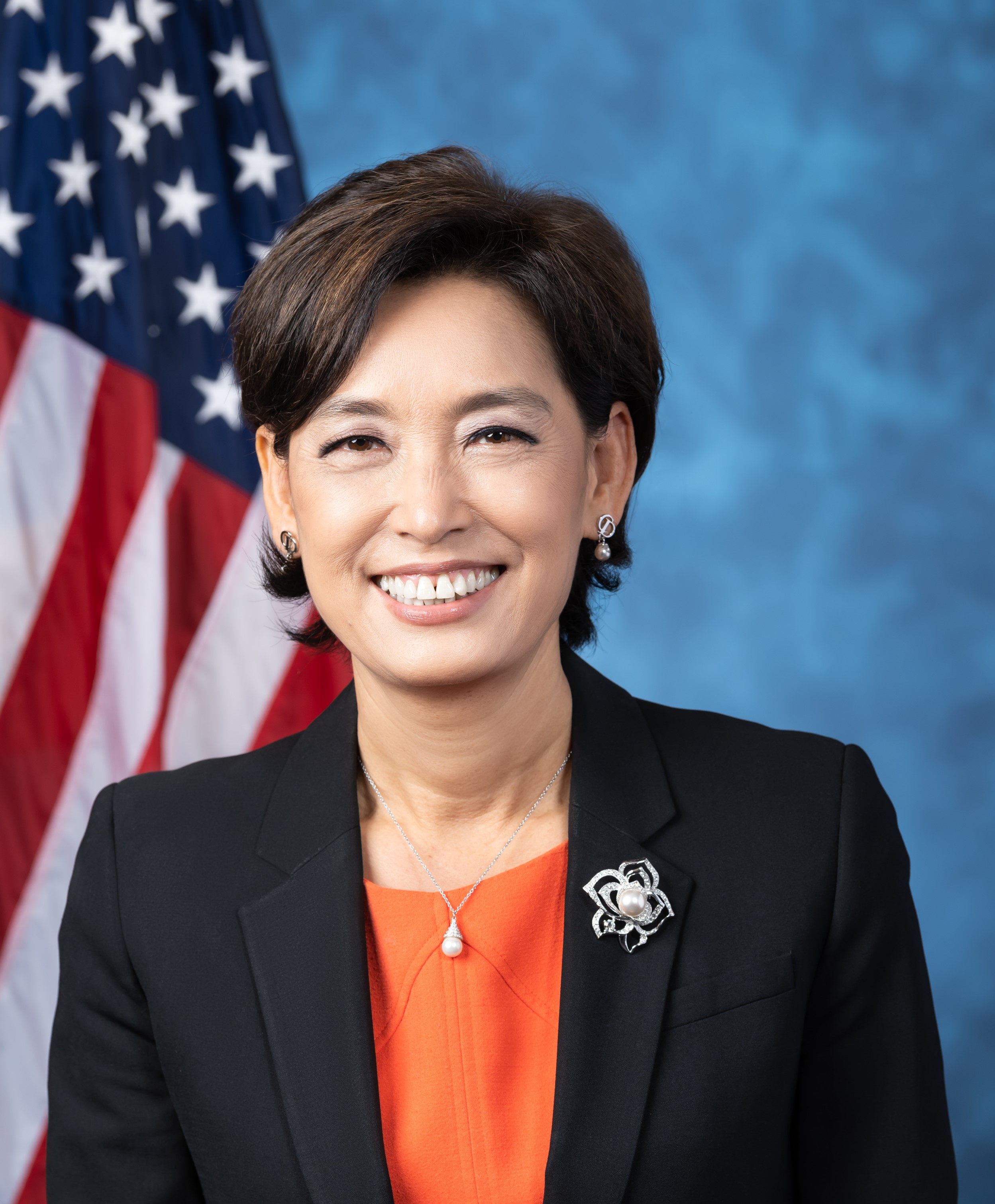
Young Kim, représentante pour la Californie depuis 2021.
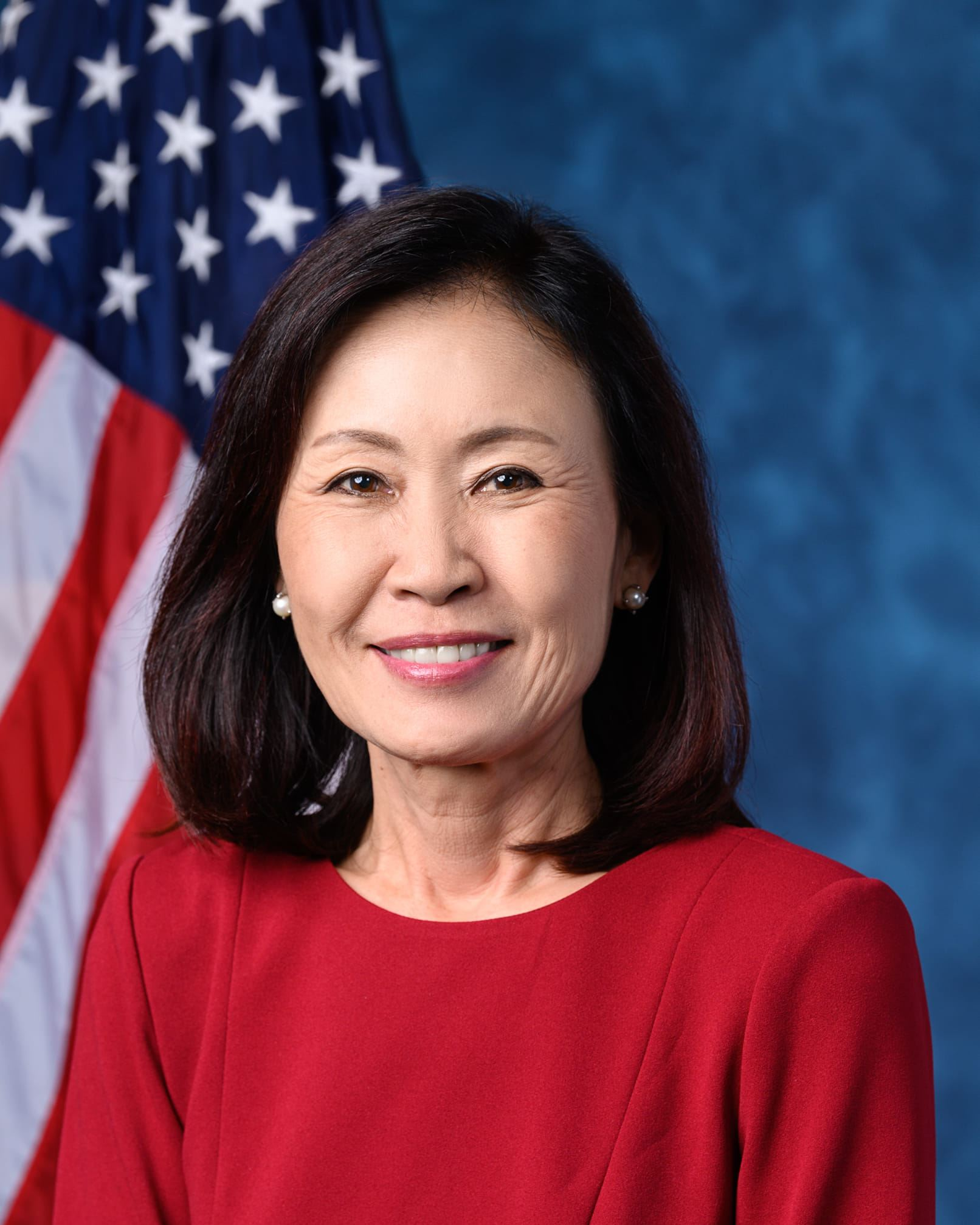
Michelle Steel, représentante pour la Californie depuis 2021.
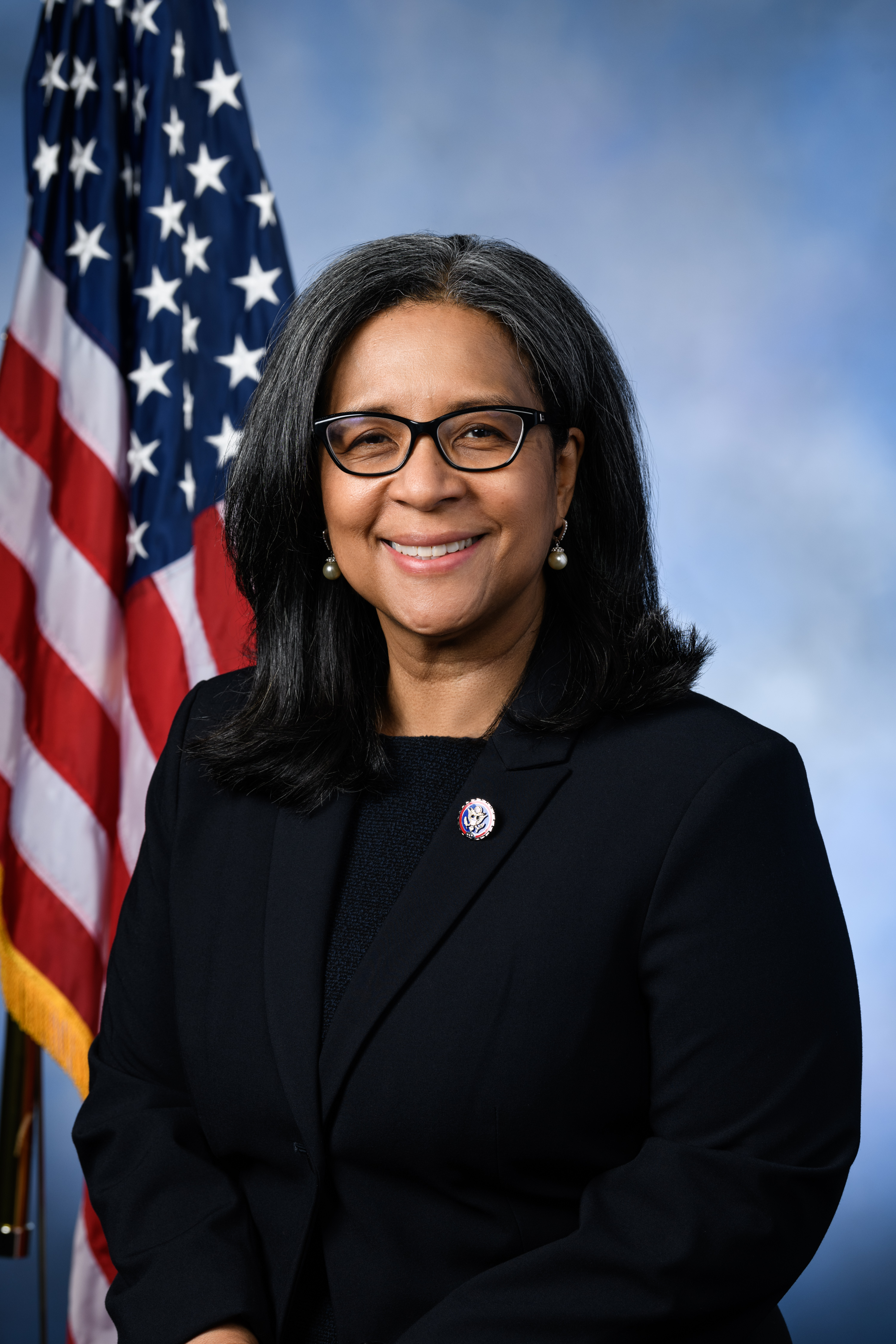
Marilyn Strickland, représentante pour Washington depuis 2021.

## Au cinéma
- Minari (2020)